# Ordre de la Chula Chom Klao

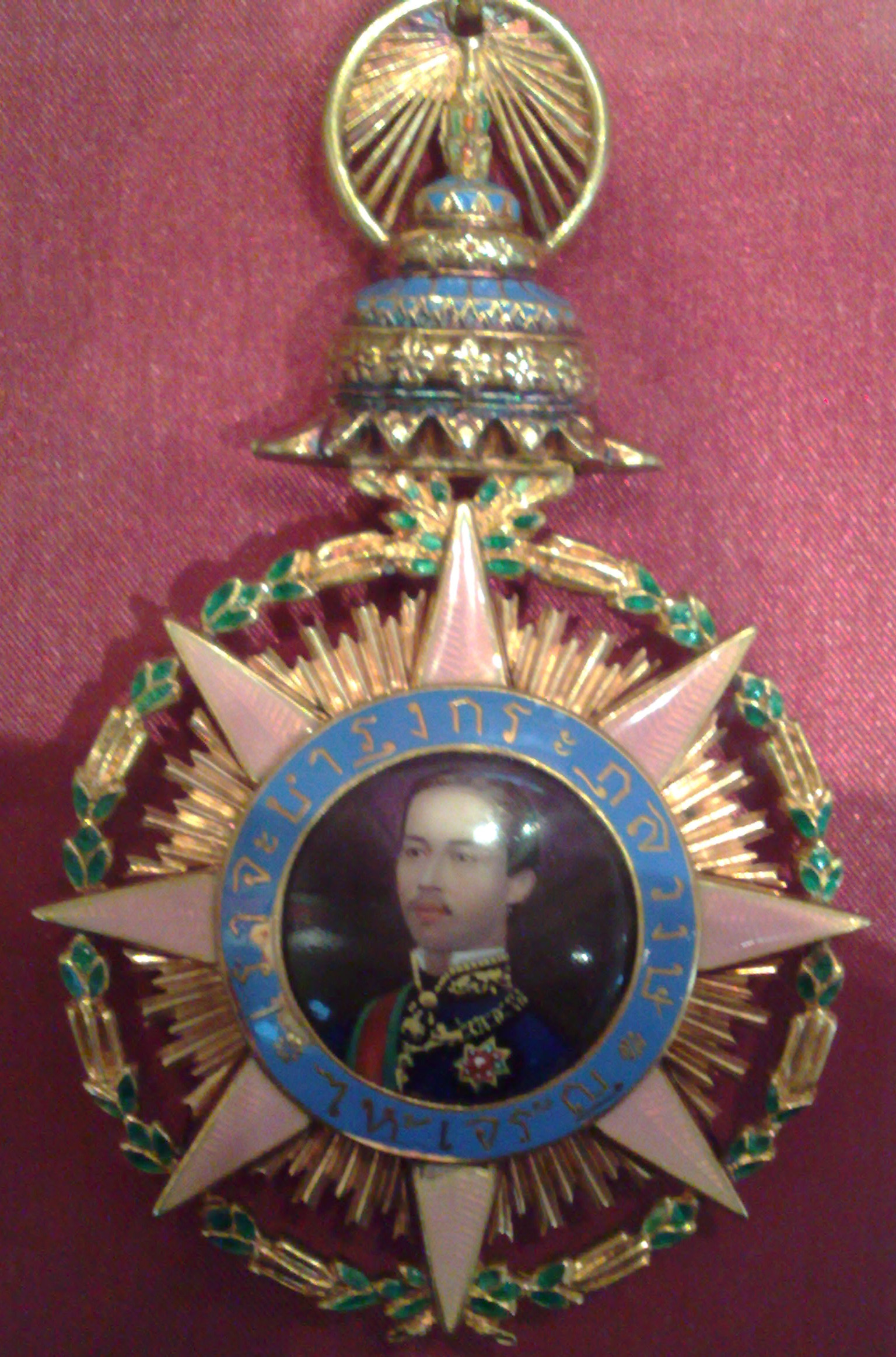
Ordre de la Chula Chom Klao.

L’ordre de la Chula Chom Klao, est un ordre thaïlandais.
Au départ, il s'agissait d'une plaque en or que le roi Rama V (Chulalongkorn) remettait aux souverains étrangers à partir de 1873.

## Structure
L'ordre se composait de cinq classes jusqu'en 1873 :
- Chevalier grand-cordon (de classe spéciale)
- Chevalier grand-croix (première classe)
- Chevalier commandeur (deuxième classe)
- Commandeur (troisième classe)
- Compagnon 1st (quatrième classe)
- Compagnon 2nd (quatrième classe)
- Membre (cinquième classe)

## Récipiendaires notables
- Willem-Alexander
- Savang Vatthana
- Khamphoui
- Sophie d'Espagne
- Prem Tinsulanonda
- Phraya Wichiankhiri